# Аллен (округ, Огайо)
Округ Аллен (англ. Allen County) располагается в штате Огайо, США. Официально образован 1 марта 1831 года. По состоянию на 2010 год, численность населения составляла 106 331 человека.

## География
По данным Бюро переписи США, общая площадь округа равняется 1 053,743 км2, из которых 1 042,476 км2 суша и 11,267 км2 или 1,070 % это водоёмы.

## Население
По данным переписи населения 2000 года в округе проживает 108 473 жителей в составе 40 646 домашних хозяйств и 28 208 семей. Плотность населения составляет 104,00 человека на км2. На территории округа насчитывается 44 245 жилых строений, при плотности застройки около 42-х строений на км2. Расовый состав населения: белые — 84,95 %, афроамериканцы — 12,19 %, коренные американцы (индейцы) — 0,21 %, азиаты — 0,55 %, гавайцы — 0,01 %, представители других рас — 0,63 %, представители двух или более рас — 1,45 %. Испаноязычные составляли 1,42 % населения независимо от расы.
В составе 32,90 % из общего числа домашних хозяйств проживают дети в возрасте до 18 лет, 53,00 % домашних хозяйств представляют собой супружеские пары проживающие вместе, 12,40 % домашних хозяйств представляют собой одиноких женщин без супруга, 30,60 % домашних хозяйств не имеют отношения к семьям, 26,30 % домашних хозяйств состоят из одного человека, 11,20 % домашних хозяйств состоят из престарелых (65 лет и старше), проживающих в одиночестве. Средний размер домашнего хозяйства составляет 2,52 человека, и средний размер семьи 3,05 человека.
Возрастной состав округа: 25,90 % моложе 18 лет, 9,90 % от 18 до 24, 27,60 % от 25 до 44, 22,40 % от 45 до 64 и 22,40 % от 65 и старше. Средний возраст жителя округа 36 лет. На каждые 100 женщин приходится 100,00 мужчин. На каждые 100 женщин старше 18 лет приходится 98,00 мужчин.
Средний доход на домохозяйство в округе составлял 37 048 $, на семью — 44 723 $. Среднестатистический заработок мужчины был 35 546 $ против 23 537 $ для женщины. Доход на душу населения составлял 17 511 $. Около 9,60 % семей и 12,10 % общего населения находились ниже черты бедности, в том числе — 17,00 % молодежи (тех, кому ещё не исполнилось 18 лет) и 9,60 % тех, кому было уже больше 65 лет.